# Carlia babarensis
Carlia babarensis — вид сцинкоподібних ящірок родини сцинкових (Scincidae). Ендемік Індонезії.

## Поширення і екологія
Carlia babarensis мешкають на островах Бабар і Танімбар на півдні Молуккського архіпелагу. Вони живуть у вологих тропічних лісах, саванах, на луках і в садах.